# Guérin de Thurgovie
Guérin de Thurgovie ou Warin né vers 690 et décédé le 20 mai 774, est un seigneur féodal.
Il épouse Adelinde de Spolète, fille d'Hildebrand duc de Spolète. De cette union est issu Isembard et, hypothétiquement, Milles de Narbonne (en).
Il est mentionné dans la Chronique de Ekkehard IV.